# Ati Vishisht Seva Medaille
De Ati Vishsish Seva Medaille is een Indiase onderscheiding voor "verdiensten" (Engels: "distinguished service").
De onderscheiding werd in 1960 als Derde Klasse van de "Vishisht Seva Medaille" ingesteld. Er waren destijds drie klassen maar zoals bij alle Indiase onderscheidingen werden deze in 1967 verzelfstandigd. Zo kwamen er:
- de Vishisht Seva Medaille
- de Param Vishisht Seva Medaille
- de Ati Vishisht Seva Medaille

In principe staat de onderscheiding open voor alle rangen in de strijdkrachten.
Sinds 1980 en het instellen van de Sarvottan Yudh Seva Medaille voor verdiensten tijdens militaire operaties wordt de Vishsish Seva Medaille vooral aan organisatoren, genie en stafofficieren verleend.
Het lint is geel met in het midden drie smalle donkerblauwe strepen. 